# کانتون (مینه‌سوتا)
کانتون، مینه‌سوتا (به انگلیسی: Canton, Minnesota) یک شهر در ایالات متحده آمریکا است که در شهرستان فیلمور واقع شده‌است.

## خصوصیات
این شهر، ۲٫۵۹ کیلومترمربع مساحت و ۳۴۶ نفر جمعیت دارد و ۴۱۰ متر بالاتر از سطح دریا واقع شده‌است.